# Andreaea

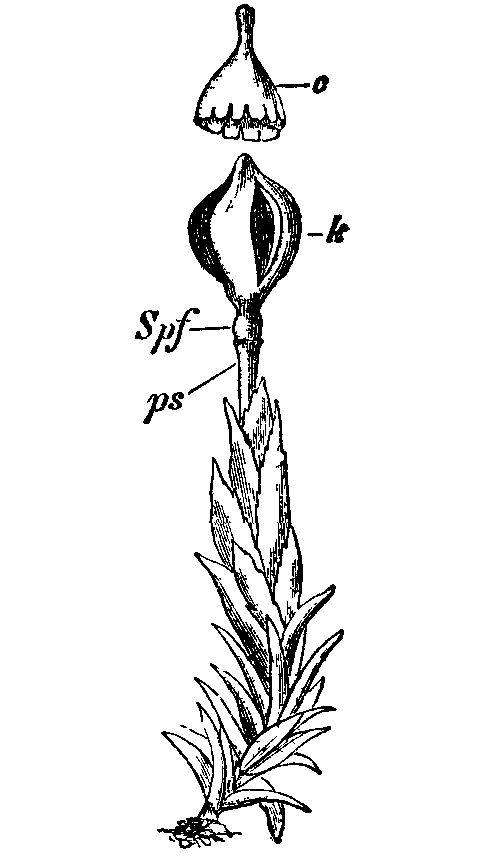
Hình thái của Andreaea rupestris

Andreaea là một chi rêu được Johann Hedwig mô tả năm 1801.

## Loài
Theo thứ tự bảng chữ cái:
- Andreaea acuminata - Tasmania
- Andreaea acutifolia - Tasmania, New Zealand, Hawaii, Colombia, Chile, Bolivia
- Andreaea alpina - Greenland, Lesotho, Nam Phi, Chile, Na Uy, Scotland
- Andreaea amblyophylla - Úc
- Andreaea angustata - Thụy Sĩ, Áo, Bayern
- Andreaea angustifolia  - Bolivia
- Andreaea apiculata - New Zealand
- Andreaea appendiculata
- Andreaea arachnoidea - Bolivia
- Andreaea aterrima - Quần đảo Bismarck
- Andreaea atlantica - Tristan da Cunha
- Andreaea australis - Úc, New Zealand
- Andreaea barbuloides - Bolivia
- Andreaea bistratosa - Nam Phi
- Andreaea blyttii - Bắc Âu, Siberia, Canada, Greenland, Hoa Kỳ (AK WA OR CA)
- Andreaea borbonica - Réunion
- Andreaea brevifolia - Patagonia
- Andreaea brevipes - Colombia, Perú, Ecuador, Bolivia
- Andreaea camerunensis - Cameroon
- Andreaea clavata - Bolivia, Perú
- Andreaea cockaynei - New Zealand
- Andreaea cucullata - Kenya, Tanzania
- Andreaea densifolia - Trung Quốc
- Andreaea depressinervis - Châu Nam Cực
- Andreaea dissitifolia - Bolivia
- Andreaea erythrodictyon - Bolivia
- Andreaea eximia - Tasmania
- Andreaea filiformis - Bán đảo Chukotka
- Andreaea firma - Trung Phi
- Andreaea flabellata - Tasmania
- Andreaea flexuosa - New Zealand
- Andreaea fragilis - Châu Nam Cực, Patagonia
- Andreaea frigida - châu Âu
- Andreaea fuegiana - Tierra del Fuego, Ba Lan
- Andreaea gainii  - Châu Nam Cực
- Andreaea gibbosa - New Zealand
- Andreaea grimmioides - Tierra del Fuego
- Andreaea grimsulana - New Zealand
- Andreaea hamulata - Brasil
- Andreaea hartmanii - Alaska, Siberia, Scandinavia
- Andreaea heinemannii - Hoa Kỳ (AK, OR, CA, CO), Canada (BC YT), châu Âu, châu Á, Quần đảo Canaria, Kerguelen, Madeira
- Andreaea huttonii - New Zealand
- Andreaea indica - Ấn Độ
- Andreaea javanica - Java
- Andreaea karsteniana - vùng cao Andes
- Andreaea kilimandscharica - Kenya, Tanzania, Zimbabwe, Uganda
- Andreaea kinabaluensis - Sabah
- Andreaea laticuspis - Bolivia
- Andreaea latinervis - Tierra del Fuego
- Andreaea laxifolia - Quần đảo Hermite, Quần đảo Falkland, Campbell I, Quần đảo Auckland
- Andreaea leiophylla - Tierra del Fuego
- Andreaea lorentziana - Châu Nam Cực, Patagonia
- Andreaea marginata - Quần đảo Hermite, Kerguelen
- Andreaea megistospora - AK, BC, WA, Vương quốc Liên hiệp Anh, Ireland, Na Uy
- Andreaea microphylla - Minas Gerais
- Andreaea microvaginata - Úc
- Andreaea mildbraedii - Trung Phi
- Andreaea mitchellii - New Zealand
- Andreaea morrisonensis - Trung Quốc
- Andreaea mutabilis - Quần đảo Falkland, Đảo Campbell, Quần đảo Auckland, Argentina, BC
- Andreaea nana - Quần đảo Bismarck
- Andreaea naumannii - Quần đảo Bismarck
- Andreaea nitida - Quần đảo Auckland
- Andreaea nivalis - Greenland, Canada (NL, YT, BC), Hoa Kỳ (AK, WA, OR, CA), châu Âu, Nga, Nhật Bản
- Andreaea novae-zealandiae - New Zealand
- Andreaea novoguinensis -  Papua New Guinea
- Andreaea obovata - Canada, Greenland, Alaska, Trung Phi
- Andreaea obtusissima - New Zealand
- Andreaea opaca - châu Âu
- Andreaea pachyphylla - Tierra del Fuego
- Andreaea parallela - Quần đảo Bismarck
- Andreaea patagonica - Châu Nam Cực, Tierra del Fuego
- Andreaea peruviana - Perú
- Andreaea pilifera - Châu Nam Cực, Tierra del Fuego
- Andreaea planinervia - châu Âu
- Andreaea pseudomutabilis - Châu Nam Cực, Tierra del Fuego
- Andreaea purpurascens - châu Âu
- Andreaea regularis - Châu Nam Cực, Nam Georgia, Bolivia
- Andreaea remotifolia - Châu Nam Cực
- Andreaea rigida - Ấn Độ
- Andreaea robusta - Bolivia
- Andreaea rothii - châu Âu, Bắc Mỹ
- Andreaea rupestris - châu Âu, Greenland, Alaska, Canada (Nunavut, Québec)
- Andreaea schofieldiana - CA, BC
- Andreaea semisquarrosa - Châu Nam Cực, Tierra del Fuego
- Andreaea seriata - châu Âu
- Andreaea sinuosa - châu Âu BC Alaska
- Andreaea sparsifolia - Scandinavia
- Andreaea spurioalpina - Rio de Janeiro
- Andreaea squamata - Quần đảo Bismarck
- Andreaea squarrifolia - Tristan da Cunha
- Andreaea squarrosa - Bolivia
- Andreaea squarrosofiliformis - Minas Gerais
- Andreaea striata - Bolivia, Brasil
- Andreaea subappendiculata - Quần đảo Bismarck
- Andreaea subremotifolia - Châu Nam Cực
- Andreaea subulata - Quần đảo Hermite, Quần đảo Falkland
- Andreaea taiwanensis - Đài Loan
- Andreaea tsaratananae - Madagascar, Réunion
- Andreaea tunariensis - Bolivia
- Andreaea turgescens - Costa Rica
- Andreaea urophylla -  Ecuador
- Andreaea vaginalis - Châu Nam Cực
- Andreaea vilocensis - Bolivia
- Andreaea viridis - Châu Nam Cực
- Andreaea vulcanica
- Andreaea wangiana - Vân Nam, Tứ Xuyên, Tây Tạng
- Andreaea willii -  Nam Georgia
- Andreaea wilsonii - Đảo Campbell, Quần đảo Auckland